# Osobnost
Osobnost se v psychologii vymezuje z hlediska tří aspektů, statického (integrace), dynamického (interakce) a společenského (směřování k cíli): je to „individuum, chápané jako integrace k seberealizaci v interakci se svým prostředím.“ Podle G. Allporta je to „dynamické uspořádání těch psychofyzických systémů jednotlivce, které určují jeho jedinečné přizpůsobování se prostředí.“
Osobnost je soustava vlastností, charakterizujících celistvou individualitu konkrétního člověka, zaměřeného na realizaci životních cílů a rozvinutí svých možností ve společnosti. Tvoří ji individuální spojení biologických, psychologických a sociálních aspektů každého jedince. Utváří se ve vztazích k sobě, ke druhým, vůči prostředí a společnosti a projevuje se vždy jako celek.

## Psychická struktura osobnosti
Je tvořena celkem psychických vlastností a rysů osobnosti, jak se projevují v jejím jednání. Psychické vlastnosti osobnosti, jimiž se také odlišuje od jiných, jsou relativně trvalé a pro danou osobnost charakteristické, ovlivňují prožívání, myšlení i jednání a na jejich základě lze často předpovídat, jak se člověk zachová či jak bude jednat.

## Typy osobnosti
Vyjadřují pozorovanou konstelaci vlastností a rysů osobnosti, jak se projevují v jednání.

### Galénova čtveřice

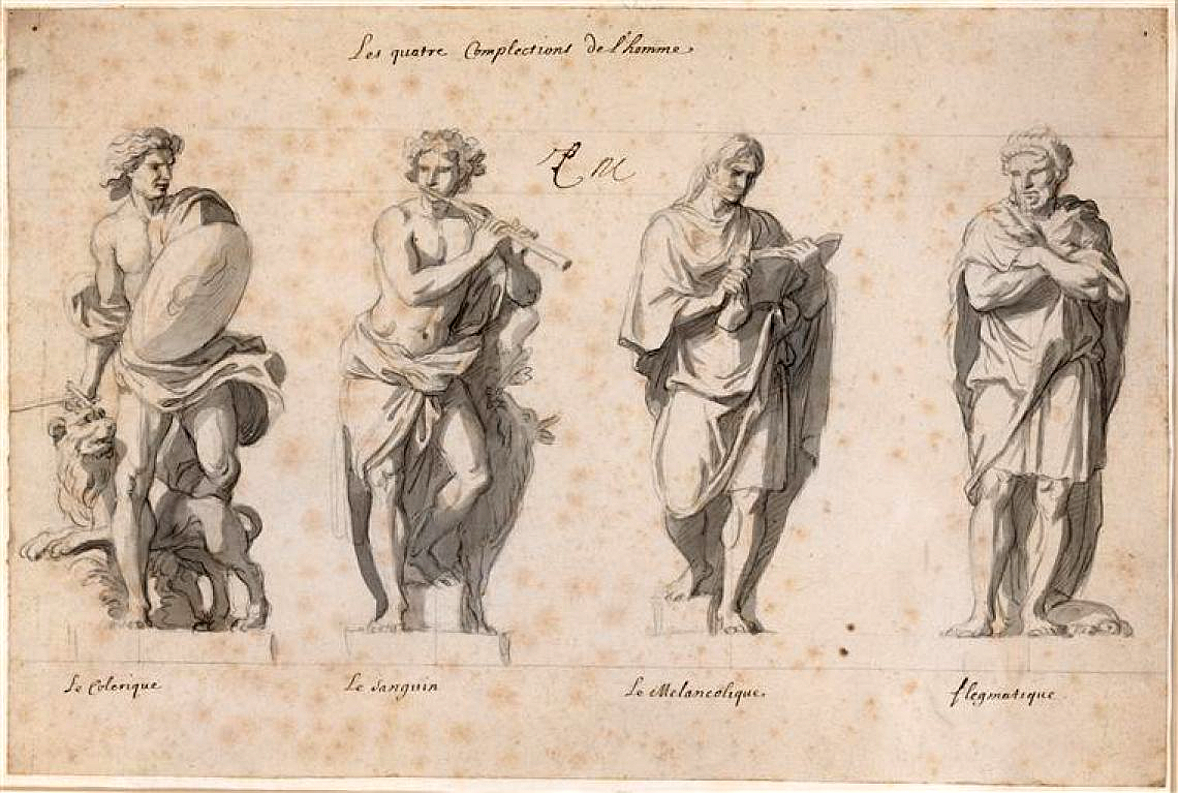
Charles Le Brun: Čtyři temperamenty (přípravná kresba pro sochařská ztvárnění, 17. století)

Klasická teorie temperamentu se přisuzuje starověkému lékaři Hippokratovi a užívá se dodnes, nejen v laické řeči. Rozlišuje čtyři typy osobnosti, které Galénos odvozoval z toho, která z „tělesných šťáv“ (lat. humor) u člověka převládá:
- flegmatik je klidný až lhostejný, nepodléhá náladám, je spíše pomalý a spolehlivý;
- cholerik je dráždivý a vznětlivý, snadno „vyletí“, ale jeho hněv netrvá dlouho;
- sangvinik je čilý, veselý, společenský, rychle reaguje a má sklon k optimismu;
- melancholik je spíše smutný, pomalý, často přecitlivělý a málo přizpůsobivý.[3]

Na Galénově čtveřici je založena i moderní teorie Eysenckova, která typy osobnosti rozlišuje podle dvou základních dimenzí:
1. Extraverze a introverze
2. Stabilita a labilita[4]

### Velká pětka
Ve 2. polovině 20. století vznikla v USA tzv. Velká pětka (Big Five), kterou využívá řada psychologů pro určení struktury osobnosti. Zkoumá pět základních faktorů (a jejich opaků):
- otevřenost vůči zkušenosti – zvědavost, vynalézavost × opatrnost;
- svědomitost – pečlivost × bezstarostnost;
- extraverze – iniciativa, otevřenost, sociabilita × zdrženlivost, samotářství;
- přívětivost – přátelskost, soucitnost × chlad, antagonismus;
- emocionální stabilita – citová stálost × neurotismus.

## Etapy vývoje osobnosti
Z fyziologického hlediska se rozlišuje:
- prenatální období
- rané dětství (novorozenec, kojenec, batole)
- předškolní věk
- mladší školní věk
- střední školní věk
- starší školní věk (puberta, adolescence)
- dospělost
- stáří
- pozdní stáří.

Jmenované fáze však odpovídají fyzickému věku pouze přibližně.
V psychologii se užívají teorie S. Freuda, kognitivní teorie (Jean Piaget) a teorie Erika Eriksona.

### Osobnost podle S. Freuda
Sigmund Freud tvrdil, že osobnost se skládá ze tří částí, které nazval Superego, Ego a ID. Naše chování řídí a způsobuje ego, které vyhodnocuje „tlak“ ze stran ID a SuperEga. V pozadí duševní energie zdůrazňuje Freud sexuální pud (pokud pudově cítíme nějakou potřebu a potlačujeme ji neboli se ji snažíme vytlačit z vědomí, energie potřeby nevymizí, pouze se transformuje do jiné části osobnosti a může se přeměnit až v psychickou poruchu). Branou do nevědomí jsou podle Freuda sny. Pokud dojde k silnému konfliktu SuperEga a ID, který Ego nedokáže vyřešit, osobnost může reagovat třemi způsoby:
- vytěsněním – špatné řešení, v této souvislosti je zmiňován pojem Freudovo přeřeknutí;
- sublimací – pravděpodobně nejlepší způsob;
- regresí (a případně následnou fixací) – asi nejhorší způsob. O fixaci hovoříme, pokud tento stav není přechodný.

#### Etapy lidského života dle Freuda
Freudova teorie vývoje osobnosti je postavena na tom, jakým způsobem člověk dosahuje slasti (neboli na tom, co Freud pojmenoval Libido).
1. Orální stadium – (oral = latinsky ústní).
Slasti dosahuje dítě pomocí úst (příjem potravy). Končí růstem zubů (bolest dásní).
2. Anální stadium – slasti se dosahuje vylučováním. Končí ve chvíli, kdy se dítě začne ovládat.
3. Falické stadium – malé děti (4–5 let) začínají zkoumat své pohlavní orgány.
V tomto stadiu se také podvědomě fixují na rodiče opačného pohlaví a rodiče stejného pohlaví berou jako „rivala“ (Oidipův komplex, Elektřin komplex).
4. Stadium latence – mezistadium (6–11 let), zdánlivá amnéza sexuálních pudů.
5. Genitální stadium – (12 let a výše), období, kdy je člověk schopen pohlavního styku.

### Vývoj osobnosti podle E. Eriksona
Podle Eriksona je vývoj vázán na biologické, společenské, kulturní a historické faktory ovlivňující vývoj dítěte. Na každém stupni vývoje musí jedinec překonat určitou krizi a vyřešit základní psychologický rozpor. Po jeho vyřešení získává ctnost a pokračuje v rozvoji osobnosti.

#### Etapy lidského života dle Eriksona
1. 0–1 rok: díky péči matky získává dítě základní pocit důvěry v životě; ctností získanou v tomto období je naděje;
2. 1–3 roky: rozpor mezi pocitem autonomie a studu v závislosti na požadavcích okolí;
3. 3–6 let: (předškolní věk) konflikt mezi vlastní iniciativou a pocity viny; vývoj svědomí;
4. 6–12 let: konflikt mezi snaživostí v práci a pocitem méněcennosti, „vstup do života“; ctností je kompetence;
5. 12–19 let: (věk dospívání) hledání vlastní identity v konfliktu s nejistotou ohledně své role mezi lidmi; ctností je věrnost;
6. 19–25 let: (mladá dospělost) jedinec je připraven splynout s druhou osobou, objevuje hranice své intimity; ctnosti je láska;
7. 25–50 let: (dospělost) pocit generativity (touha tvořit) se dostává do konfliktu s pocitem osobní stagnace; ctností je schopnost pečovat o někoho nebo o něco;
8. od 50 let: (pozdní dospělost, stáří) pocit osobní integrity (vyrovnanosti), která se projeví přijetím vlastního života a je v konfliktu s pocitem zoufalství a strachu ze smrti. Ctností je moudrost.[5]

## Teologie
Teologie rozlišuje mezi osobou – jakožto ontologickou daností – a osobností. Mezi osobou a osobností je podle teologického pohledu pevná souvztažnost, neboť osobnost by se nemohla realizovat, dokonce by nebyla ani myslitelná bez osoby (zajišťující integritu a totožnost v čase), z níž se vynořuje, ale zároveň je zde distinkce, neboť na ontologické rovině není osoba a osobnost totéž. Osoba je – podle C. V. Pospíšila – ontologicky chápáno jsoucno existující nezávisle na vnějších akcidentech. Vědomé prožívání „já“ vzhledem k druhým a světu, je potom osobností a platí, že není osobnosti bez vědomí a vztahování se k ostatním a okolí jako celku, ale osoby ano. Existence osoby na vědomém zapojení do přediva vztahů – realizující osobnost – nezávisí.